# Planudes cortex
Planudes cortex är en insektsart som beskrevs av Morgan Hebard 1919. Planudes cortex ingår i släktet Planudes och familjen Pseudophasmatidae. Inga underarter finns listade i Catalogue of Life.